# Turneul celor Șase Națiuni din 2011
Turneul celor Șase Națiuni din 2011, cunoscut sub numele de 2011 RBS 6 Nations datorită sponsorului turneului, Royal Bank of Scotland, a fost cea de a 12-a ediție a Turneului celor Șase Națiuni, campionatul anual de rugby din emisfera nordică.
La această ediție au participat Anglia (care a devenit campioana ediției), Franța, Irlanda, Italia, Scoția și Țara Galilor. Incluzând competițiile inițiale Turneul Home Nations și Turneul celor Cinci Națiuni, acesta a fost cea de a 117-a ediție a turneului.
Cea mai importantă evoluție pentru acest sezon a fost deschiderea noului Stadion Aviva pe care a jucat echipa Irlandei pe locul fostului Lansdowne Road. Irlanda a jucat primele meciuri pe Aviva în noiembrie 2010. 
Pentru prima dată în istoria sa, turneul s-a deschis cu un meci în ziua de noapte de prindere vineri. Pentru prima dată într-un deceniu, toate echipele au avut același antrenor principal ca și în turneul de anul precedent.
Turneul a fost de asemenea notabil pentru o mare surpriză, cu Italia reușind să învingă deținătoarea titlului, Franța. Campioana a fost Anglia, care a câștigat primele patru meciuri, dar nu a reușit un Grand Slam fiind învinsă de Irlanda.
Italianul Andrea Masi a fost numit jucătorul turneului, devenind primul jucător italian care câștigă premiul, cu 30% din voturi. Al doilea clasat a fost Fabio Semenzato, Sean O'Brien al treilea și Toby Flood al patrulea.

## Echipe participante
| Țara         | Stadion               | Stadion    | Stadion     | Antrenor        | Căpitan           |
| Țara         | Stadion propriu       | Capacitate | Oraș        | Antrenor        | Căpitan           |
| ------------ | --------------------- | ---------- | ----------- | --------------- | ----------------- |
| Anglia       | Stadionul Twickenham  | 82,000     | Londra      | Martin Johnson  | Mike Tindall      |
| Franța       | Stade de France       | 81,338     | Saint-Denis | Marc Lièvremont | Thierry Dusautoir |
| Irlanda      | Aviva Stadium         | 51,700     | Dublin      | Declan Kidney   | Brian O'Driscoll  |
| Italia       | Stadio Olimpico       | 73,261     | Roma        | Nick Mallett    | Sergio Parisse    |
| Scoția       | Stadionul Murrayfield | 67,144     | Edinburgh   | Andy Robinson   | Alastair Kellock  |
| Țara Galilor | Millennium Stadium    | 74,500     | Cardiff     | Warren Gatland  | Matthew Rees      |

## Clasament
| Loc | Echipa       | Jocuri | Jocuri   | Jocuri  | Jocuri     | Puncte | Puncte    | Puncte    | Eseuri | Puncte clasament |
| Loc | Echipa       | Jucate | Victorii | Egaluri | Înfrângeri | Pentru | Împotrivă | Diferență | Eseuri | Puncte clasament |
| --- | ------------ | ------ | -------- | ------- | ---------- | ------ | --------- | --------- | ------ | ---------------- |
| 1   | Anglia       | 5      | 4        | 0       | 1          | 132    | 81        | +51       | 13     | 8                |
| 2   | Franța       | 5      | 3        | 0       | 2          | 117    | 91        | +26       | 10     | 6                |
| 3   | Irlanda      | 5      | 3        | 0       | 2          | 93     | 81        | +12       | 10     | 6                |
| 4   | Țara Galilor | 5      | 3        | 0       | 2          | 95     | 89        | +6        | 6      | 6                |
| 5   | Scoția       | 5      | 1        | 0       | 4          | 82     | 109       | -27       | 6      | 2                |
| 6   | Italia       | 5      | 1        | 0       | 4          | 70     | 138       | -68       | 6      | 2                |

### Etapa 1
| 4 februarie 2011 | Țara Galilor | 19–26 | Anglia  | Millennium Stadium, Cardiff |
| 5 februarie 2011 | Italia       | 11–13 | Irlanda | Stadio Olimpico, Roma       |
| 5 februarie 2011 | Franța       | 34–21 | Scoția  | Stade de France, Paris      |

### Etapa a 2-a
| 12 februarie 2011 | Anglia  | 59–13 | Italia       | Stadionul Twickenham, Londra     |
| 12 februarie 2011 | Scoția  | 6–24  | Țara Galilor | Stadionul Murrayfield, Edinburgh |
| 13 februarie 2011 | Irlanda | 22–25 | Franța       | Aviva Stadium, Dublin            |

### Etapa a 3-a
| 26 februarie 2011 | Italia | 16–24 | Țara Galilor | Stadio Olimpico, Roma            |
| 26 februarie 2011 | Anglia | 17–9  | Franța       | Stadionul Twickenham, Londra     |
| 27 februarie 2011 | Scoția | 18–21 | Irlanda      | Stadionul Murrayfield, Edinburgh |

### Etapa a 4-a
| 12 martie 2011 | Italia       | 22–21 | Franța  | Stadio Olimpico, Roma        |
| 12 martie 2011 | Țara Galilor | 19–13 | Irlanda | Millennium Stadium, Cardiff  |
| 13 martie 2011 | Anglia       | 22–16 | Scoția  | Stadionul Twickenham, Londra |

### Etapa a 5-a
| 19 martie 2011    | Scoția  | 21–8 | Italia       | Stadionul Murrayfield, Edinburgh |
| 9 februarie 2013  | Irlanda | 24–8 | { Anglia     | Aviva Stadium, Dublin            |
| 10 februarie 2013 | Franța  | 28–9 | Țara Galilor | Stade de France, Paris           |

## Statistici
| Poz | Nume             | Echipă       | Pte |
| --- | ---------------- | ------------ | --- |
| 1   | Toby Flood       | Anglia       | 50  |
| 2   | Morgan Parra     | Franța       | 47  |
| 3   | Mirco Bergamasco | Italia       | 40  |
| 3   | James Hook       | Țara Galilor | 40  |
| 5   | Chris Paterson   | Scoția       | 31  |
| 6   | Chris Ashton     | Anglia       | 30  |
| 7   | Ronan O'Gara     | Irlanda      | 24  |
| 7   | Jonathan Sexton  | Irlanda      | 24  |
| 9   | Stephen Jones    | Țara Galilor | 22  |
| 10  | Dimitri Yachvili | Franța       | 21  |

| Poz | Nume             | Echipă         | Eseuri |
| --- | ---------------- | -------------- | ------ |
| 1   | Chris Ashton     | Anglia         | 6      |
| 2   | Brian O'Driscoll | Irlanda        | 3      |
| 2   | Vincent Clerc    | Franța         | 2      |
| 2   | Maxime Médard    | Franța         | 2      |
| 2   | Lionel Nallet    | Franța         | 2      |
| 2   | Jamie Heaslip    | Irlanda        | 2      |
| 2   | Andrea Masi      | Italia         | 2      |
| 2   | Morgan Stoddart  | Țara Galilor   | 2      |
| 2   | Shane Williams   | Țara Galilor   | 2      |
| 10  | 27 de jucători   | 27 de jucători | 1      |